# Schloss Gernstein

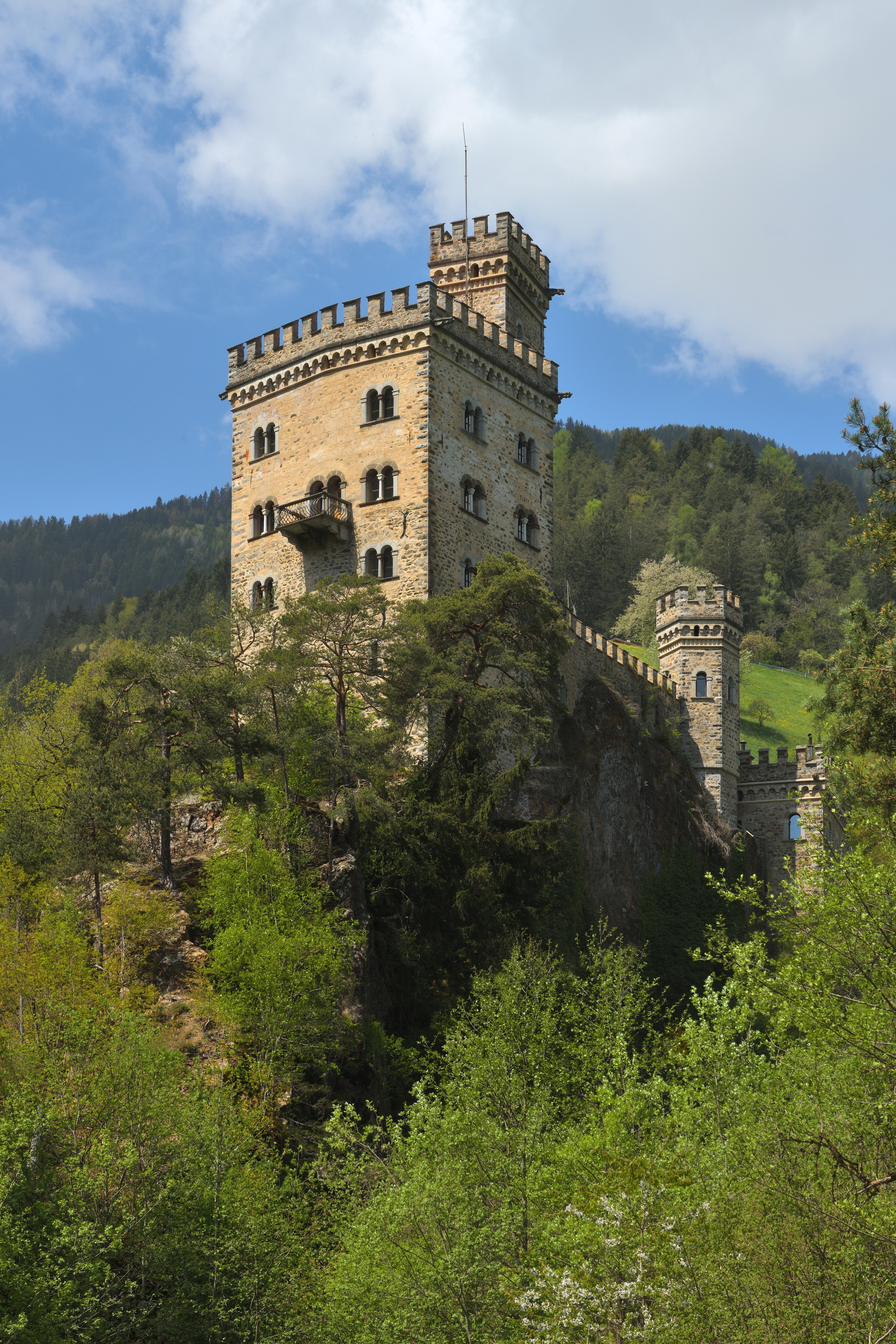
Ansicht aus dem Tinnetal

Schloss Gernstein (auch Gerstein oder Garnstein; italienisch Castello di Gernstein oder Castel Tina) ist ein neuromanisches Schloss zwischen Villanders und Latzfons bei Klausen in Südtirol.

## Geschichte
Das Schloss liegt im Tinnetal oberhalb des Tinnebachs und geht auf das 12. Jahrhundert zurück. Es hatte die Aufgabe, den uralten Weg von Brixen über die Berge nach dem Süden zu bewachen und wurde 1215 erstmals in Zusammenhang mit der Familie „Garre“ als „Garrenstein“ erwähnt.
Da Klausen und das Gebiet um Villanders aufgrund des Erzreichtums und des Bergbaues von Bedeutung waren, war die Befestigungsanlage auch strategisch wichtig.
Nach dem Aussterben der Garrensteiner ging die Burg an die Herren von Voitsberg über, die die Burg als Lehen der Brixner Fürstbischöfe empfingen. 1356 lehnten sich die Voitsberger (nunmehr: Garnsteiner) gegen das Bistum Brixen auf und verloren die Burg, wahrscheinlich nach einer Belagerung durch Fürstbischof Matthäus an der Gassen.
1373 belehnte Bischof Johann Ribi von Lenzburg seinen Neffen Johann V. Segesser mit allen Gütern des depossedierten Hans von Garrenstein, also mit Burg und Herrschaft Garrenstein und mit dem Gericht Latzfons. Die Veste brannte kurz vor 1389 ab.
1389 wurde die Burg als Pfandschaft (nicht mehr als Lehen) an die Herren von Villanders vergeben.
Im Jahr 1550 empfingen es die Ritter Heydorf wiederum als Lehen des Brixner Fürstbischofs, Cristoforo Madruzzo, doch verfiel die Burg ab dem 16. Jahrhundert zur Ruine.
Von 1607 bis 1797 war Garnstein an Ludwig Lindner, den Kammermeister des Hochstiftes Brixen, und seine Nachkommen verliehen, die das Prädikat „von Gerrenstein“ führten. 1777 fungierte Franz Joseph Anton Bernwerth von Gernstein als Gerichtspfleger der Herrschaft Altenburg in Eppan.

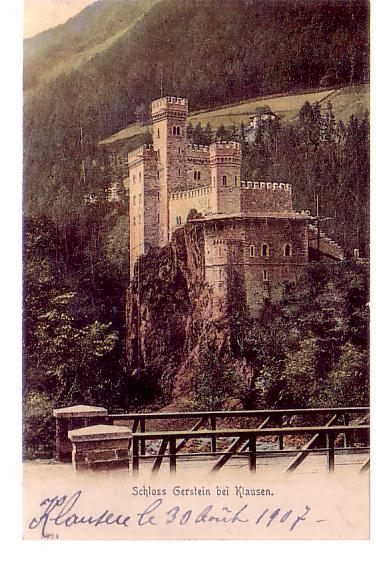
Ansichtskarte von Schloss Gernstein bei Klausen, ca. 1907

Im Jahr 1880 wurde die Ruine von dem preußischen Generalleutnant Friedrich von Gerstein-Hohenstein (1814–1891) gekauft und im historistischen Stil der Neuromanik wiederaufgebaut. Der Grund für den Kauf lag darin, dass Generalleutnant Gerstein-Hohenstein ein Schloss erwerben wollte, das von alters her den Namen seiner Familie trug. Eine historische Beziehung zwischen dem Schloss und der preußischen Adelsfamilie gibt es darüber hinaus nicht. Seit damals herrscht die Bezeichnung „Gernstein“ vor.
1919 wurde Gernstein als „deutsches Eigentum“ von der italienischen Besatzungsmacht beschlagnahmt.
Seit 1970 ist das Schloss in privatem Besitz und kann nicht besichtigt werden.
Aufgrund der wildromantischen Lage und der malerischen Schönheit des historistischen Wiederaufbaues ist Schloss Gernstein ein beliebtes Fotomotiv.